# John Gilbert (attore)
John Gilbert, pseudonimo di John Cecil Pringle (Logan, 10 luglio 1897 – Los Angeles, 9 gennaio 1936), è stato un attore statunitense.

## Biografia
Figlio d'arte, approdò nel 1915 a Hollywood, dove inizialmente lavorò come comparsa, generico e sceneggiatore. Nel 1922 colse il primo successo con il film Monte Cristo, ma il vero trionfo arrivò nel 1925 quando, scritturato dalla Metro-Goldwyn-Mayer, eccelse come intenso interprete de La grande parata di King Vidor, e La vedova allegra di Erich von Stroheim. A metà degli anni Venti John Gilbert era una star e nel 1928 risultò l'attore più pagato di Hollywood.
Con Greta Garbo, con cui ebbe anche una breve e tormentata relazione sentimentale, Gilbert formò la coppia cinematografica più ammirata del muto, divenendo il fatalissimo per eccellenza. I due recitarono in una serie di film a sfondo romantico, in cui il feeling tra i due attori è difficile da non notare: da La carne e il diavolo (1926) ad Anna Karenina (1927), da Il destino (1929) a La regina Cristina (1933), che segnò l'addio di Gilbert al cinema.
L'attore venne travolto dalla grande crisi (aveva effettuato ingenti investimenti in azioni) e il suo debutto nel sonoro fu deludente: la MGM, con la quale aveva un contratto settennale, era interessata a rinnovare il proprio parterre divistico, e perciò si suppone che i tecnici del suono di Ladro d'amore (1929), diretto da Lionel Barrymore, su indicazione di Louis B. Mayer esaltarono durante il mixaggio i timbri acuti della voce di Gilbert, ottenendo quel "miagolio" metallico e mieloso che gli stroncò la carriera. Nonostante qualche altro film (come i già citati con la Garbo), si ritrovò solo. Dedito all'alcol, morì a soli trentotto anni a causa di un infarto nella sua casa di Bel Air.

## Vita privata
Dopo il primo matrimonio con Olivia Burwell dal 1918 al 1923, Gilbert si sposò con l'attrice Leatrice Joy. Il matrimonio durò dal 1922 al 1925. La terza moglie fu un'altra attrice, star delle scene di Broadway, Ina Claire, che sposò nel 1929 e da cui divorziò nel 1931. Nel 1932 sposò a New York l'attrice Virginia Bruce: la coppia ebbe una figlia ma il matrimonio durò solo due anni e i due divorziarono nel 1934.

## Filmografia

### Attore
- Il vile (The Coward), regia di Reginald Barker, Thomas H. Ince (1915)
- Matrimony, regia di Scott Sidney (1915)
- Aloha Oe, regia di Richard Stanton, Charles Swickard e Gilbert P. Hamilton (1915)
- The Corner, regia di Walter Edwards (1916)
- Due begli occhi (Bullets and Brown Eyes), regia di Scott Sidney (1916)
- L'ultimo atto (The Last Act), regia di Walter Edwards (1916)
- Il vendicatore (Hell's Hinges), regia di Charles Swickard (1916)
- Il bandito della miniera d'oro (The Aryan), regia di Reginald Barker, William S. Hart e Clifford Smith (1916)
- Civilization, regia di Reginald Barker, Thomas H. Ince e Raymond B. West (1916)
- The Apostle of Vengeance, regia di William S. Hart e Clifford Smith (1916)
- The Phantom, regia di Charles Giblyn (1916)
- Eye of the Night, regia di Walter Edwards (1916)
- Shell 43, regia di Reginald Barker (1916)
- The Sin Ye Do, regia di Walter Edwards (1916)
- The Weaker Sex, regia di Raymond B. West (1917)
- The Bride of Hate, regia di Walter Edwards (1917)
- Princess of the Dark, regia di Charles Miller (1917)
- The Dark Road, regia di Charles Miller (1917)
- Happiness, regia di Reginald Barker (1917)
- The Millionaire Vagrant, regia di Victor Schertzinger (1917)
- The Hater of Men, regia di Charles Miller (1917)
- The Mother Instinct, regia di Lambert Hillyer e Roy William Neill (1917)
- Golden Rule Kate, regia di Reginald Barker (1917)
- The Devil Dodger, regia di Clifford Smith (1917)
- Up or Down?, regia di Lynn Reynolds (1917)
- Nancy Comes Home, regia di John Francis Dillon (1918)
- Shackled, regia di Reginald Barker (1918)
- More Trouble, regia di Ernest C. Warde (1918)
- One Dollar Bid, regia di Ernest C. Warde (1918)
- Wedlock, regia di Wallace Worsley (1918)
- Doing Their Bit, regia di Kenean Buel (1918)
- The Mask, regia di Thomas N. Heffron (1918)
- Three X Gordon, regia di Ernest C. Warde (1918)
- The Dawn of Understanding, regia di Charles R. Seeling e David Smith (1918)
- The White Heather, regia di Maurice Tourneur (1919)
- The Busher, regia di Jerome Storm (1919)
- The Man Beneath, regia di William Worthington (1919)
- A Little Brother of the Rich, regia di Lynn Reynolds (1919)
- The Red Viper, regia di Jacques Tyrol (1919)
- For a Woman's Honor, regia di Park Frame (1919)
- Widow by Proxy, regia di Walter Edwards (1919)
- Heart o' the Hills, regia di Joseph De Grasse e Sidney Franklin (1919)
- Should a Woman Tell?, regia di John Ince (1919)
- The White Circle, regia di Maurice Tourneur (1920)
- The Great Redeemer, regia di Clarence Brown e Maurice Tourneur (1920)
- Deep Waters, regia di Maurice Tourneur (1920)
- The Servant in the House, regia di Jack Conway (1921)
- Shame, regia di Emmett J. Flynn (1921)
- Ladies Must Live, regia di George Loane Tucker (1921)
- Gleam O'Dawn, regia di John Francis Dillon (1922)
- Arabian Love, regia di Jerome Storm (1922)
- The Yellow Stain, regia di John Francis Dillon (1922)
- Honor First, regia di Jerome Storm (1922)
- Monte Cristo, regia di Emmett J. Flynn (1922)
- Calvert's Valley, regia di John Francis Dillon (1922)
- The Love Gambler, regia di Joseph Franz (1922)
- A California Romance, regia di Jerome Storm (1922)
- While Paris Sleeps, regia di Maurice Tourneur (1923)
- Truxton King, regia di Jerome Storm (1923)
- Madness of Youth, regia di Jerome Storm (1923)
- Il conte di S. Elmo (St. Elmo), regia di Jerome Storm (1923)
- The Exiles, regia di Edmund Mortimer (1923)
- Ladro d'amore (Cameo Kirby), regia di John Ford (1923)
- Just Off Broadway, regia di Edmund Mortimer (1924)
- La belva (The Wolf Man) regia di Edward Mortimer (1924)
- A Man's Mate, regia di Edmund Mortimer (1924)
- The Lone Chance, regia di Howard M. Mitchell (1924)
- Romance Ranch, regia di Howard M. Mitchell (1924)
- La sua ora (His Hour), regia di King Vidor (1924)
- Tra moglie e marito (Married Flirts), regia di Robert G. Vignola (1924)
- L'uomo che prende gli schiaffi (He Who Gets Slapped), regia di Victor Sjöström (1924)
- L'arrivista (The Snob), regia di Monta Bell (1924)
- La moglie del centauro (The Wife of the Centaur), regia di King Vidor (1924)
- La vedova allegra (The Merry Widow), regia di Erich von Stroheim (1925)
- La grande parata (The Big Parade), regia di King Vidor (1925)
- Ben-Hur (Ben-Hur: A Tale of the Christ), regia di Fred Niblo (1925)
- 1925 Studio Tour (1925) - documentario/cortometraggio
- La Bohème, regia di King Vidor (1926)
- Bardelys il magnifico (Bardelys the Magnificent), regia di King Vidor (1926)
- La carne e il diavolo (Flesh and the Devil), regia di Clarence Brown (1927)
- Il padiglione delle meraviglie (The Show), regia di Tod Browning (1927)
- Twelve Miles Out, regia di Jack Conway (1927)
- L'uomo, la donna e il peccato (Man, Woman and Sin), regia di Monta Bell (1927)
- Anna Karenina (Love), regia di Edmund Goulding (1927)
- I cosacchi (The Cossacks), regia di George W. Hill (1928)
- Quattro mura (Four Walls), regia di William Nigh (1928)
- La maschera del diavolo (The Masks of the Devil), regia di Victor Sjöström (1928)
- Il destino (A Woman of Affairs), regia di Clarence Brown (1928)
- Voices Across the Sea (1928) - cortometraggio
- Maschere di celluloide (Show People), regia di King Vidor (1928)
- Notti nel deserto (Desert Nights), regia di William Nigh (1929)
- A Man's Man, regia di James Cruze (1929)
- Ladro d'amore (His Glorious Night), regia di Lionel Barrymore (1929)
- Hollywood che canta (The Hollywood Revue of 1929), regia di Charles Reisner (1929)
- Redenzione (Redemption), regia di Fred Niblo (1930) - non accreditato
- Way for a Sailor, regia di Sam Wood (1930) - non accreditato
- Screen Snapshots Series 9, No. 23, regia di Ralph Staub (1930)
- Gentleman's Fate, regia di Mervyn LeRoy (1931)
- Il fantasma di Parigi (The Phantom of Paris), regia di John S. Robertson (1931)
- Risveglio (West of Broadway), regia di Harry Beaumont (1931)
- Wir schalten um auf Hollywood, regia di Frank Reicher (1931)
- Downstairs, regia di Monta Bell (1932) - non accreditato
- Fast Workers, regia di Tod Browning (1933) - non accreditato
- La regina Cristina (Queen Christina), regia di Rouben Mamoulian (1933)
- The Captain Hates the Sea, regia di Lewis Milestone (1934)

### Regista
- Love's Penalty (1921)
- Anna Karenina (Love), regia di Edmund Goulding e John Gilbert (1927) - non accreditato

### Sceneggiatore
- The White Circle, regia di Maurice Tourneur (1920)
- The Great Redeemer, regia di Clarence Brown e Maurice Tourneur (1920)
- Deep Waters, regia di Maurice Tourneur (1920)
- The Bait, regia di Maurice Tourneur (1921)
- Love's Penalty, regia di John Gilbert (1921)
- Downstairs, regia di Monta Bell (non accreditato) (1932) - soggetto

## Doppiatori italiani
- Adolfo Geri in La regina Cristina (1º ridoppiaggio 1952)
- Germano Longo in La regina Cristina (2º ridoppiaggio 1987)